# Bitwa nad rzeką Abancay
Bitwa nad rzeką Abancay – starcie zbrojne, które miało miejsce w roku 1537 podczas hiszpańskiego podboju Peru.
W roku 1537 doszło w Cuzco do sporu pomiędzy braćmi Pizarro (Hernando i Gonzalo) a Diego de Almagro, który 18 kwietnia wkroczył do miasta obejmując rządy. Akt ten stał się początkiem wojny domowej pomiędzy Hiszpanami w Peru. Trzy miesiące później do Cuzco przybył 400-osobowy oddział wysłany przez Francisco Pizarro dowodzony przez Alonso de Alvarado. Zwolennicy Almagro wyszli im wówczas naprzeciwko dochodząc do rzeki Abancay, gdzie siły Alvarado pilnowały mostu nad rzeką. W rezultacie bitwy, do jakiej doszło nad rzeką, siły Alvorado zostały rozbite, (część jego żołnierzy popierała Almagra). Alonso de Alvarado został pojmany, po czym odtransportowany do Cuzco i wraz z braćmi Pizarro osadzony w areszcie. 